# Hare scramble

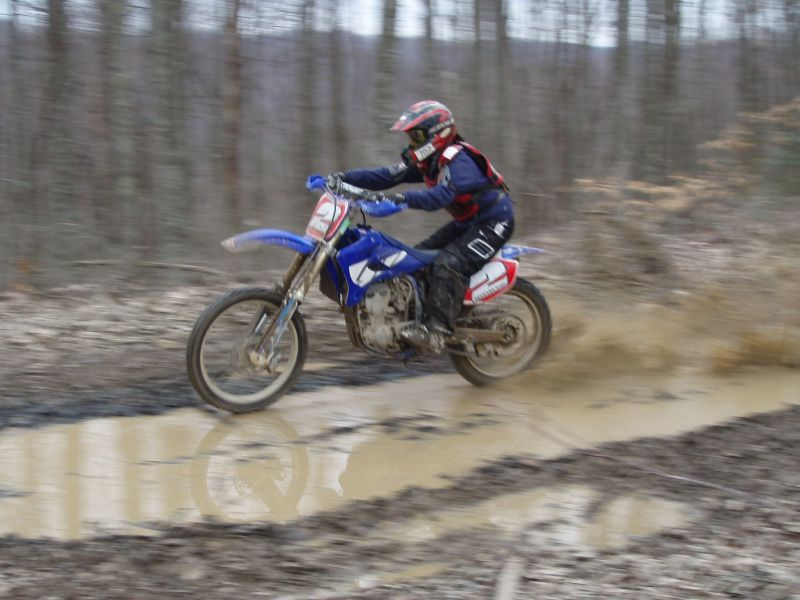
Gara di hare scramble a Hyden, Kentucky.

L'Hare scramble è un tipo di gara motociclistica off-road che varia riguardo alla distanza e al tempo. I piloti devono completare più giri sul percorso indicato attraverso un terreno boscoso naturale o un altro tipo di terreno accidentato. Il vincitore assoluto è il pilota che mantiene la massima velocità prestabilita per tutta la gara.

## Percorsi
Le gare di hare scramle si svolgono si piste chiuse e tracciate che possono variare da 4 a 64,4 km o più. Il terreno è boschivo e piuttosto accidentato per testare le capacità e la resistenza dei piloti. La maggior parte del percorso consiste in una pista singola o doppia piuttosto ampia con occasionale pastura o sabbia. Un evento può includere parzialmente una piccola parte di un percorso per motocross preesistente.
Il terreno naturale testa le abilità dei piloti nel guidare attraverso vari ostacoli come tronchi, colline, fango, rocce e solchi. La prima ad organizzare un'associazione di hare scramble è stata l'East Coast Enduro Association (ECEA).

## Categorie
I competitori sono solitamente categorizzati per il livello di abilità e la cilindrata della moto. per esempio, molti hare scrambles categorizzano i piloti in tre categorie: A, B e C. Il livello A è il livello ad abilità maggiore mentre nella categoria C vi sono piloti che solitamente sono nei primi due anni di inizio dalla prima competizione o che competono poco.
Vi è di solito un sistema di punti che regola il progresso di un pilota dalla classe più basilare alla classe più alta.
Molti piloti non progrediscono oltre la categoria C, a davvero pochi piloti hanno le abilità e la determinazione di raggiungere la categoria A.